# Vlag van Bikini

Officiële vlag van Bikini

De vlag van Bikini werd in 1987 geïntroduceerd en is het officiële symbool van Bikini, dat deel uitmaakt van de Marshalleilanden.
De gelijkenis met de vlag van de Verenigde Staten is een herinnering aan de "grote schuld" die het volk en de regering van de Verenigde Staten hebben aan de Bikinianen omdat de Amerikaanse regering de waterstofbom Castle Bravo in 1954 op de eilanden tot ontploffing bracht, waardoor het atol besmet werd met radioactieve fall-out.

## Structuur en betekenis
De vlag van Bikini is gemodelleerd naar de Star Spangled Banner, de vlag van de Verenigde Staten, en bestaat ook uit 13 afwisselend rode en witte horizontale strepen en een vlaggenveld ("Kanton") linksboven. De 23 witte sterren op een blauwe achtergrond symboliseren de 23 eilanden van de Bikini. De drie zwarte sterren rechtsboven symboliseren de drie eilanden die op 1 maart 1954 tijdens een kernwapentest grotendeels werden vernietigd door de 15 megaton zware Bravo-bom - de eerste en meteen een van de krachtigste kernwapentesten die ooit door de Verenigde Staten zijn uitgevoerd. De twee zwarte sterren rechtsonder stellen het eiland Kili voor, 425 mijl ten zuiden van Bikini, en het eiland Ejit op het atol Majuro, waar de bevolking nu woont. De groepen sterren staan symbolisch ver uit elkaar en vertegenwoordigen de afstand tussen de oude en nieuwe huizen en de daaruit voortvloeiende verandering in de kwaliteit van leven.
De Marshallese woorden in het onderste deel van de vlag, Men Otemjej Rej Ilo Bein Anij ("Alles ligt in Gods handen") weerspiegelen het antwoord dat de Bikiniaanse leider Juda in 1946 gaf op de vraag van US Commodore Ben Wyatt of de Bikinianen hun eilanden zouden opgeven voor het "welzijn van de hele mensheid" zodat de VS er hun kernproeven konden uitvoeren.